# Guxhagen
Guxhagen är en kommun och ort i Schwalm-Eder-Kreis i det tyska förbundslandet Hessen. Guxhagen, som för första gången nämns i ett dokument från den 20 april 1352, har cirka 5 000 invånare. Guxhagen består av Albshausen, Büchenwerra, Ellenberg, Grebenau, Guxhagen och Wollrode.